# Midland F1 Racing
Midland F1 Racing is een voormalig Formule 1 team, dat actief was in 2006. Het team ontstond uit het Jordan team, en werd overgenomen door Spyker F1. De eigenaar van het team was de Canadese zakenman Alex Shnaider.

## 2005
In 2005 nam de Midland Group van Alex Shnaider het Jordan Formule 1 team over. Het team bleef dit jaar actief onder de naam Jordan, met Tiago Monteiro en Narain Karthikeyan als coureurs.

## 2006
De naam MF1 Racing stond in 2006 voor het eerst echt op de grid van een Formule 1-wedstrijd. Het team maakte zijn debuut tijdens de Grand Prix van Bahrein in 2006. Rijders waren Tiago Monteiro en Christijan Albers.

## Verkoop

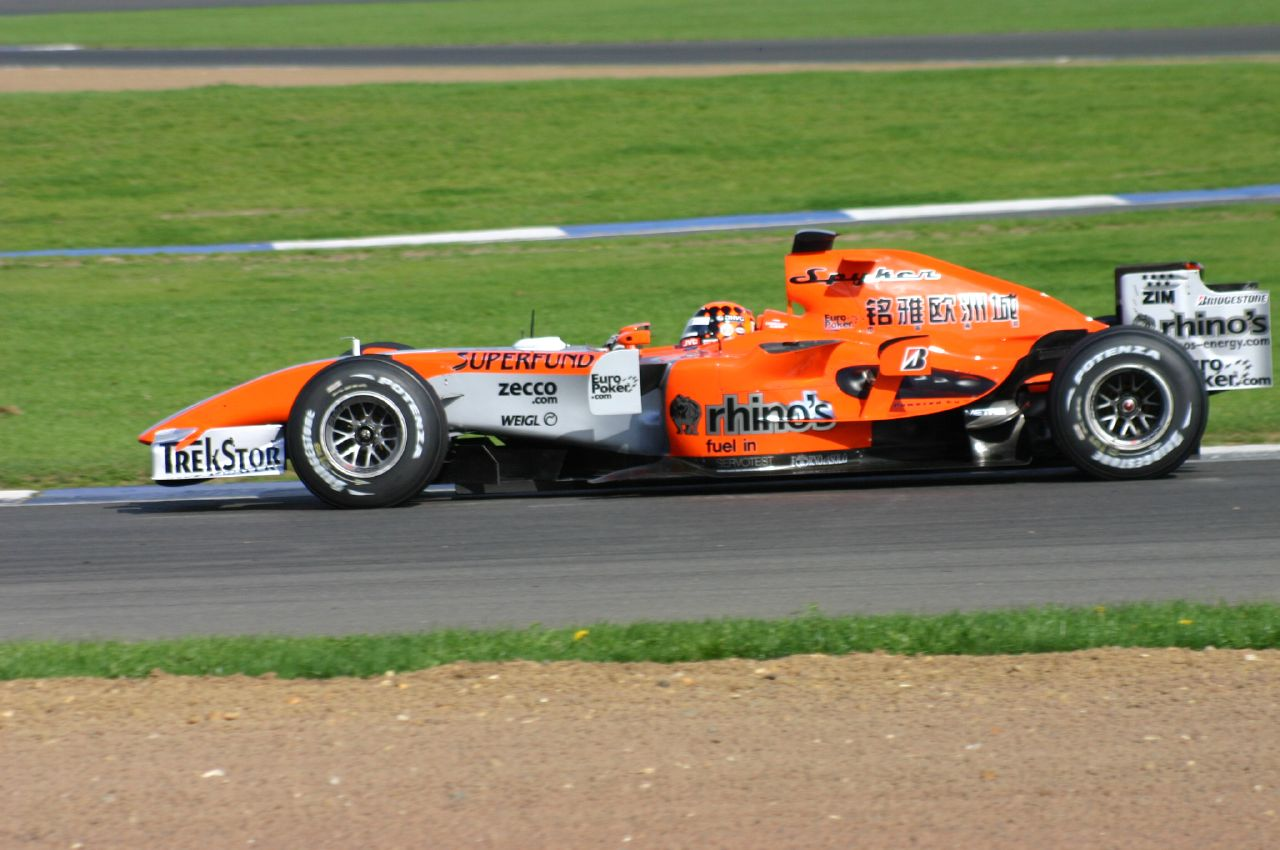
De Midland-Spyker waarmee het seizoen werd gecompleteerd

Tijdens de Grand Prix van Italië in 2006 werd duidelijk dat MF1 verkocht zou worden aan Spyker. Als gevolg hiervan werden de auto's tijdens de laatste races van het seizoen in het oranje gehuld. Het MF1 team hield het slechts 1 jaar vol in de koningsklasse van de autosport.

## Resultaten
| Kleur  | Resultaat                              |
| ------ | -------------------------------------- |
| Goud   | Winnaar                                |
| Zilver | Tweede plaats                          |
| Brons  | Derde plaats                           |
| Groen  | Gefinisht (punten behaald)             |
| Blauw  | Gefinisht (geen punten behaald)        |
| Blauw  | Niet geklasseerd (NC)                  |
| Paars  | Uitgevallen (DNF)                      |
| Rood   | Niet gekwalificeerd (DNQ)              |
| Zwart  | Gediskwalificeerd (DSQ)                |
| Wit    | Niet gestart (DNS)                     |
| Blanco | Gewond (INJ)                           |
| Blanco | Uitgesloten (EX)                       |
| Blanco | Teruggetrokken (WD) / Niet deelgenomen |
| P      | Poleposition                           |
| S      | Snelste ronde                          |

(vetgedrukte resultaten zijn pole position en schuin gedrukte resultaten zijn snelste rondes)
| Jaar | Chassis | Motor     | Banden | Coureurs          | 1   | 2   | 3   | 4   | 5   | 6   | 7   | 8   | 9   | 10  | 11  | 12  | 13  | 14  | 15   | 16   | 17   | 18  | Punten | WK-plaats |
| ---- | ------- | --------- | ------ | ----------------- | --- | --- | --- | --- | --- | --- | --- | --- | --- | --- | --- | --- | --- | --- | ---- | ---- | ---- | --- | ------ | --------- |
| 2006 | M16     | Toyota V8 | B      |                   | BHR | MAL | AUS | SMR | EUR | ESP | MON | GBR | CAN | USA | FRA | DUI | HON | TUR | ITA  | CHN  | JPN  | BRA | 0      | 10e       |
| 2006 | M16     | Toyota V8 | B      | Tiago Monteiro    | 17  | 13  | DNF | 16  | 12  | 16  | 15  | 16  | 14  | DNF | DNF | DSQ | 9   | DNF | DNF* | DNF* | 16*  | 15* | 0      | 10e       |
| 2006 | M16     | Toyota V8 | B      | Christijan Albers | DNF | 12  | 11  | DNF | 13  | DNF | 12  | 15  | DNF | DNF | 15  | DSQ | 10  | DNF | 17*  | 15*  | DNF* | 14* | 0      | 10e       |

* Als Spyker MF1 Racing
(Beide rijders werden gediskwalificeerd na de Grand Prix van Duitsland vanwege het gebruik van flexibele vleugels)
1950 · 1951 · 1952 · 1953 · 1954 · 1955 · 1956 · 1957 · 1958 · 1959 · 1960 · 1961 · 1962 · 1963 · 1964 · 1965 · 1966 · 1967 · 1968 · 1969 · 1970 · 1971 · 1972 · 1973 · 1974 · 1975 · 1976 · 1977 · 1978 · 1979 · 1980 · 1981 · 1982 · 1983 · 1984 · 1985 · 1986 · 1987 · 1988 · 1989 · 1990 · 1991 · 1992 · 1993 · 1994 · 1995 · 1996 · 1997 · 1998 · 1999 · 2000 · 2001 · 2002 · 2003 · 2004 · 2005 · 2006 · 2007 · 2008 · 2009 · 2010 · 2011 · 2012 · 2013 · 2014 · 2015 · 2016 · 2017 · 2018 · 2019 · 2020 · 2021 · 2022 · 2023 · 2024 · 2025 · 2026 
 Lijst van Formule 1 Grand Prix-wedstrijden